# Дэйли, Клэр
Клэр Дэйли (Clare Daly; род. 11 апреля 1968[…], Дрихад-Нуа, Ленстер) — ирландский политик левопопулистских взглядов, депутат Европейского парламента (2019—2024), где входила в группу Европейские объединённые левые / Лево-зелёные Севера. Прежде член парламента Ирландии и соучредительница её Соцпартии. Самопровозглашённая пацифистка, критик внешней политики ЕС, при этом сама критикуется за апологию властей России, КНР и Сирии. Olaf Tyaransen называл её «одной из самых пламенных активисток в ирландской политике».

## Биография
Её отец был полковником Ирландской армии (Сухопутные войска Ирландии), связистом (впоследствии она называла своих родителей «стойкими синерубашечниками», сторонниками Фине Гэл). Её брат и дядя — католические священники, однако сама она является атеисткой (ещё у неё есть сестра). Выучилась на бухгалтера в Дублинском городском университете, где дважды избиралась президентом Студенческого союза. Активная участница студенческого движения, отстаивавшая право на аборты.
Вспоминала, что «начала заниматься политикой в Лейбористской партии примерно в 1986 году, во время референдума о разводе. В то время, и, конечно, в Килдэре, они были единственными людьми, активно выступавшими за право на развод. Так что я вступила в Лейбористскую партию, создала [их] филиал в колледже и была вовлечена в Лейбористскую молодежь. На самом деле, я полагаю, что мое участие в политической жизни не было партийно-политическим. Я была больше ориентирована на [конкретные] проблемы».
После окончания образования работала в Aer Lingus, в аэропорту Дублина. Будет исключена из Лейбористской партии вместе с Джо Хиггинсом и другими по обвинению в троцкизме и энтризме. (Впоследствии отмечала, что отстаивала тогда те же идеи, что и позже, бывшие первоначальными и в Лейбористской партии — «социализма, необходимости разрыва с рыночной системой и так далее». Чему противилось тогдашнее руководство лейбористов.) В 1996 году они образовали Социалистическую партию. На местных выборах в Ирландии в 1999 году избрана в местный совет графства Фингал (Fingal County Council), где заседала следующие 12 лет.
В 2003 ей был присужден месяц тюрьмы за участие в кампании против налогов на мусорные баки.
В 2011 году была избрана в парламент от избирательного округа Dublin North. Когда в 2012 году Социалистическая партия осудила за уклонение от налогов её коллегу-депутата, бывшего застройщика Мика Уоллеса, с которым Дэйли тесно политически связана, она вышла из Соцпартии, но продолжала значиться представительницей её более широкой коалиции Объединённый левый альянс (United Left Alliance). В 2013 создала недолговечную партию «Объединённый левые», прежде чем в 2015 вступила в Independents 4 Change. На выборах в Европейский парламент 2019 года избрана от избирательного округа Дублина. Отмечала, что её цель — активность против неолиберализма, климатического кризиса и за справедливую судебную систему.
Согласно изданию The Irish Times, Дэйли с Уоллесом как евродепутаты вызывают много трений внутри собственной группы Европейские объединённые левые / Лево-зелёные Севера из-за своих пророссийских высказываний и позиций, включая споры вокруг сбитого в Донецкой области лайнера Boeing 777 и российского полномасштабного вторжения против Украины, которое Дэйли с Уоллесом и ещё 11 евродепутатами отказались осудить на голосовании 2 марта 2022 года (хотя она письменно заявляла, что решение России отказаться от дипломатии в пользу военных действий противоречит международному праву и вся ответственность за это лежит на президенте Путине, но основую критику всё равно посвящала Западу, НАТО и ЕС). 15 сентября 2022 года стала одним из шестнадцати депутатов Европарламента, проголосовавших против осуждения президента Никарагуа Даниэля Ортеги за нарушения прав человека.
Высказывалась, что понимает, почему народ Великобритании проголосовал за брексит: «Причин у них было много. Часть правящего класса хотела уйти просто ради собственной выгоды, но есть много простых людей, которые проголосовали, потому что отчуждены: их бросили. Таким образом, для них аргументы „партии брексита“ были абсолютно верными с точки зрения пустой траты денег европейской бюрократии и отсутствия демократии. В Ирландии и по всей Европе есть люди, которые также отождествляют себя с этим чувством. Я думаю, что позже некоторые из них стали очень националистическими и расистскими...».
Касательно наркотиков высказывалась: «Реальность такова, что никотин и алкоголь, безусловно, являются наркотиками, которые наносят наибольший вред. В этом нет никаких сомнений. Неприемлема ситуация, когда огромное количество людей занимаются курением каннабиса на регулярной основе, и эта деятельность криминализирована». Упоминала, что сама являлась «закоренелым курильщиком в течение десятилетий».
На вопрос о том, является ли феминисткой, отвечала: «Я в первую очередь социалистка, но я защищаю и борюсь за права женщин. Я бы не назвала себя феминисткой, но я убежденный защитник прав женщин».
Замужем, есть дочь; у её супруга также есть ещё одна дочь.